# Animal Ambition
Animal Ambition — п'ятий студійний альбом американського репера 50 Cent, виданий на лейблах G-Unit Records і Caroline Records 3 червня 2014 р. Виконавчий продюсер: 50 Cent. Є другою платівкою в кар'єрі репера, випущеною з DVD з кліпом на кожну пісню. Перший — The Massacre. 

## Передісторія
4 грудня 2013 на автограф-сесії й презентації лінії навушників SMS Audio Фіфті анонсував реліз Animal Ambition у січні 2014. У грудні в інтерв'ю DJ Whoo Kid він підтвердив свої плани: «Я збираюся випустити його в січні, це повноцінна робота. Це не мікстейп, адже його рівень вищий, ніж у матеріалу, який потрапляє на мікстейпи. Я записав багато пісень альбомної якості, які я збираюся помістити на цей проект, як частину вірусного маркетингового плану, потім після цього вийде Street King Immortal». У січні 2014 на Consumer Electronics Show він пояснив свою мотивацію видати нову музику на початку 2014: «Я прагну випустити матеріал. Мені знадобилося багато часу, щоб розібратися з бізнесовим аспектом музики, оскільки я пройшов через процес прослуховування, позаяк це останній альбом на Interscope Records. Зараз маю Animal Ambition, записав його з натхненням. Це дійсно має вийти зараз. Якщо ж не зараз… На мою думку, це найгарячіша річ. Знаю її зроблено правильно, але це не обов'язково, те, що я мушу робити прямо зараз».
У січні 2014 в інтерв'ю Sonic Electronix 50 Cent сповістив про інтенсивний запис для підготовки до обох релізів: «Я хочу видати Animal Ambition у першому кварталі. Після того вийде Street King Immortal. Таким чином ще 12 тижнів. Саме тому я працюю так важко, коли покину це місце, одразу почну запис знову». Він також сказав, що Animal Ambition має спільне звучання й колірну гаму, а наріжними темами проекту є успіх та амбіції.
20 лютого 2014 репер залишив Shady Records, Aftermath Entertainment та Interscope Records після 12-річного перебування на них. Виконавець і G-Unit Records стали підписантами Caroline Records. Того ж дня він анонсував реліз Animal Ambition 3 червня 2014 (тепер уже як п'ятого студійного альбому).

## Реліз і промоція
У травні 2014 в інтерв'ю Business News Network Фіфті розповів про промо-кампанію альбому: «Я справді вирішив створити кампанію, базовану на самих записах, щоб привернути увагу. Вони мусять протримати аудиторію зацікавленою протягом одного тижня, поки не вийде наступна пісня. Візуальний ряд відповідає треку, тому якщо вас не вразила музика, ви творчо зрозумієте, що й як, побачивши відео. Це є, очевидно, складнішою презентацією, оскільки ви маєте обдумати все заздалегідь. Ви повинні знати, якою буде кожна з ваших пісень. Раніше ми лише знали, якими є три композиції. Три композиції, на які зняли три кліпи, перш ніж продати мільйони».
У червні Фіфті заявив про прийняття платежів Bitcoin для купівлі платівки, ставши одним з перших артистів світової величини, хто підтримав цю криптовалюту.

## Сингли й відеокліпи
21 лютого відбулась прем'єра кліпу «The Funeral», на початку зазначено про приступність для завантаження 2 пісень з платівки 18 березня. 1 січня, коли Animal Ambition ще не позиціонували як студійний альбом, видали трек «This Is Murder Not Music».
18 березня окремками видали «Don't Worry 'Bout It» і «Hold On». Того ж дня оприлюднили 2 відповідних кліпи. 25 березня — окремок і відео «Pilot». 31 березня на американське мейнстрим-урбан радіо потрапив сингл «Smoke». Наступного дня оприлюднили промо-кліп. 15 квітня — сингл і відео «Hustler», 29 квітня — окремок і кліп «Everytime I Come Around», 6 травня таким же чином — «Irregular Heartbeat», 13 травня — «Winners Circle», 19 травня — «Twisted»; 30 травня — окремок «Animal Ambition», 3 червня — відповідний кліп.

## Комерційний успіх
Платівка дебютувала на 4-ій сходинці Billboard 200 з результатом у 46 728 проданих копій за перший тиждень у США.  За другий тиждень — 17 тис., 15-те місце. За третій — 10 тис., 23-тє. За четвертий — 7200, 39-те. Загальний наклад у США станом на 13 липня 2014: 91 тис.

## Список пісень
| #   | Назва                                                       | Автор                                                                      | Продюсер(и)                                   | Тривалість |
| --- | ----------------------------------------------------------- | -------------------------------------------------------------------------- | --------------------------------------------- | ---------- |
| 1.  | «Hold On»                                                   | Кертіс Джексон, Джоелл Ортіз, Норман Вітфілд, Баррет Стронґ, А. Фіні       | Frank Dukes                                   | 3:46       |
| 2.  | «Don't Worry 'Bout It» (з участю Yo Gotti)                  | Джексон, Маріо Мімс, К. Барріоноево                                        | Charli Brown Beatz                            | 4:01       |
| 3.  | «Animal Ambition»                                           | Джексон, С. Торнтон                                                        | Swiff D                                       | 3:08       |
| 4.  | «Pilot»                                                     | Джексон, Кертіс Мейфілд, С. Петтен                                         | Shamtrax; S. Dot, Pro, Ky Miller (дод. прод.) | 3:20       |
| 5.  | «Smoke» (з участю Trey Songz)                               | Джексон, Андре Янґ, Давон Паркер, Тремейн Неверсон, Марк Бетсон, Т. Скейлз | Dr. Dre; Dawaun Parker (співпрод.)            | 4:51       |
| 6.  | «Everytime I Come Around» (з участю Kidd Kidd)              | Джексон, Кертіс Стюарт, Р. Фачінетті, С. Сленґ                             | Steve Alien                                   | 3:10       |
| 7.  | «Irregular Heartbeat» (з участю Jadakiss та Kidd Kidd)      | Джексон, Стюарт, Мартін Родрігез, Ґ. Естрада                               | G Rocka, Medi                                 | 3:39       |
| 8.  | «I'm a Hustler»                                             | Джексон, Джейкоб Даттон                                                    | Jake One                                      | 3:05       |
| 9.  | «Twisted» (з участю Mr. Probz)                              | Джексон, Дж. Вудс, А. Кейнз                                                | Kyle Justice, JustHustle                      | 3:05       |
| 10. | «Winners Circle» (з участю Guordan Banks)                   | Джексон, К. Міллер                                                         | Ky Miller                                     | 3:23       |
| 11. | «Chase the Paper» (з участю Prodigy, Kidd Kidd та Styles P) | Джексон, Т. Фіф, А. Джонсон, Стюарт, Д. Стайлз                             | Ty Fyffe; Ky Miller (дод. прод.)              | 4:17       |

| Бонус-треки делюкс-видання | Бонус-треки делюкс-видання           | Бонус-треки делюкс-видання                                         | Бонус-треки делюкс-видання          | Бонус-треки делюкс-видання |
| #                          | Назва                                | Автор                                                              | Продюсер(и)                         | Тривалість                 |
| -------------------------- | ------------------------------------ | ------------------------------------------------------------------ | ----------------------------------- | -------------------------- |
| 12.                        | «The Funeral»                        | Джексон, Даттон, Дж. Клінтон, В. Коллінз, Б. Воррелл               | Jake One                            | 2:52                       |
| 13.                        | «You Know»                           | Джексон, М. Коуді                                                  | Soul Professa                       | 3:01                       |
| 14.                        | «Flip on You» (з участю Schoolboy Q) | Джексон, Квінсі Генлі, Кріс Гайсо, К. Руелас, П. Вільямс, Р. Нікол | Nascent, QB; Ky Miller (дод. прод.) | 3:19                       |

| Бонусний DVD делюкс-видання | Бонусний DVD делюкс-видання | Бонусний DVD делюкс-видання | Бонусний DVD делюкс-видання |
| #                           | Назва                       | Режисер                     | Тривалість                  |
| --------------------------- | --------------------------- | --------------------------- | --------------------------- |
| 1.                          | «Hold On»                   | Eif Rivera                  |                             |
| 2.                          | «Don't Worry About It»      | Eif Rivera                  |                             |
| 3.                          | «Pilot»                     | Eif Rivera                  |                             |
| 4.                          | «Smoke»                     | Eif Rivera                  |                             |
| 5.                          | «I'm a Hustler»             | Eif Rivera                  |                             |
| 6.                          | «Chase the Paper»           | Eif Rivera                  |                             |
| 7.                          | «Every Time I Come Around»  | Eif Rivera                  |                             |
| 8.                          | «Irregular Heartbeat»       | Eif Rivera                  |                             |
| 9.                          | «Twisted»                   | Eif Rivera                  |                             |
| 10.                         | «Winner Circle»             | Eif Rivera                  |                             |
| 11.                         | «Animal Ambition»           | Eif Rivera                  |                             |
| 12.                         | «U Know»                    | Eif Rivera                  |                             |
| 13.                         | «The Funeral»               | Eif Rivera                  |                             |
| 14.                         | «Flip on You»               | Eif Rivera                  |                             |

## Чартові позиції

### Тижневі
| Чарт (2014)               | Найвища позиція |
| ------------------------- | --------------- |
| Австралія                 | 16              |
| Австрія                   | 38              |
| Велика Британія           | 21              |
| UK R&B Albums             | 1               |
| Італія                    | 85              |
| Канада                    | 4               |
| Нідерланди                | 57              |
| Німеччина                 | 35              |
| США                       | 4               |
| US Independent Albums     | 1               |
| US Top R&B/Hip-Hop Albums | 1               |
| Франція                   | 32              |
| Швейцарія                 | 9               |
| Шотландія                 | 25              |

### Річні
| Чарт (2014)               | Позиція |
| ------------------------- | ------- |
| US Billboard 200          | 187     |
| US Independent Albums     | 18      |
| US Rap Albums             | 18      |
| US Top R&B/Hip-Hop Albums | 36      |